# Ulotrichopus tessmanni
Ulotrichopus tessmanni is een vlinder uit de familie spinneruilen (Erebidae). De wetenschappelijke naam is voor het eerst geldig gepubliceerd in 1936 door Gaede.
De soort komt voor in tropisch Afrika.